# James Stopford, II conte di Courtown
James Stopford, II conte di Courtown (28 maggio 1731 – 30 marzo 1810), è stato un politico irlandese.

## Biografia
Era il figlio di James Stopford, I conte di Courtown, e di sua moglie, Elizabeth Smith. Frequentò il Trinity College di Dublino.

## Carriera
Fu eletto alla camera dei comuni per Taghmon (1761-1768) e successivamente seduto come un membro della camera dei comuni per Great Bedwyn (1774) e Marlborough (1780-1793). Tra il 1784 e il 1793 servì come Treasurer of the Household sotto William Pitt il giovane. Nel 1784 divenne membro del Consiglio privato irlandese. Nel 1796 venne creato barone di Saltersford.

## Matrimonio
Sposò, il 19 aprile 1762, Mary Powys (?-3 gennaio 1810), figlia di Richard Powys. Ebbero cinque figli:
- una figlia nata morta;
- James Stopford, III conte di Courtown (1765-1835);
- Edward Stopford (1766–1837);
- Robert Stopford (1768–1874), sposò Mary Fanshawe, ebbero cinque figli;
- Richard Bruce Stopford (1774–1844), sposò Eleanor Powis, ebbero nove figli.

## Morte
Morì il 30 marzo 1810, tre mesi dopo la moglie.